# Ludwig Keller (Maler)
Ludwig Paul Wilhelm Keller (* 20. Juni 1865 in Duisburg; † 28. Dezember 1925 in Düsseldorf) war ein deutscher Historien-, Landschafts-, Marine-, Genre- und Porträtmaler der Düsseldorfer Schule. Von 1902 bis 1925 war er Professor an der Kunstakademie Düsseldorf.

## Leben

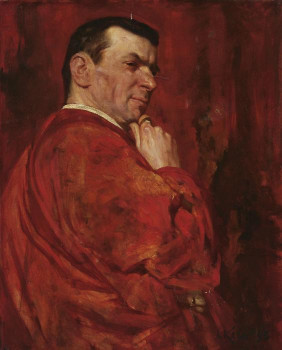
Porträt des Wiener Hofschauspielers Josef Kainz, 1895

Keller, Nachfahre des Duisburger Bürgermeisters Hendrik Keller (1622–1690), studierte von 1883 bis 1894/1895 an der Kunstakademie Düsseldorf, unterbrochen vom Militärdienst im Jahr 1889. Seine Lehrer an der Akademie waren Heinrich Lauenstein, Hugo Crola, Adolf Schill, Wilhelm Sohn und vor allem Peter Janssen der Ältere, an dessen Klassen er von 1885 bis 1894/1895 teilnahm. Mit Otto Modersohn und Peter Philippi gründete Keller 1885 die studentische Künstlerverbindung Tartarus.
Zwischen 1890 und 1905 unternahm er mehrere Reisen in die Niederlande. 1902 hielt er sich in Volendam auf. Im selben Jahr erhielt er eine Professur an der Düsseldorfer Akademie. Zu seinen Schülern zählten Emil Arends, Wilhelm Brandenberg, Max Burchartz und Ulrich Leman. Um 1921 übernahm Keller von Ludwig Heupel-Siegen die Leitung der Frauenkunstschule der Staatlichen Kunstakademie Düsseldorf.
Keller trat insbesondere durch Herrenbildnisse hervor, die sich durch kräftiges, leuchtendes Kolorit auszeichnen. Zu diesen Porträts zählt ein Bildnis seines Lehrers Janssen. Auch in der Plastik versuchte er sich. Im Jahr 1900 schuf er im Auftrag des Kunstvereins für die Rheinlande und Westfalens für die Aula des Realgymnasiums zu Duisburg das Wandgemälde Begrüßung des Fürsten Blücher und der Quadriga vom Brandenburger Tor in Duisburg 1814. Zwischen 1894 und 1913 beschickte er vornehmlich den Münchner Glaspalast und die Großen Berliner Kunstausstellungen. 
Anlässlich der Zentenarfeiern zur Gründung der Krupp-Gussstahlfabrik in Essen verfasste Keller ein allegorisches Ritterspiel mit dem Titel Hie Barbara! Hie St. Georg!, zu dessen monumentaler Aufführung im Jahr 1912 rund vierhundert Laiendarsteller vorgesehen waren. Außerdem war Keller Mitglied des Künstlervereins Malkasten. In dem Park des Malkasten-Hauses brachte er das Festspiel Der junge Goethe bei Jacobi in Pempelfort zur Aufführung.
Sein Sohn Gerhard Keller war ebenfalls Maler.